# 瓦尔德纳布河畔诺伊施塔特县
瓦尔德纳布河畔诺伊施塔特县（Landkreis Neustadt an Waldnaab，官方拼写为Landkreis Neustadt a.d.Waldnaab）是德国巴伐利亚州的一个县，隶属于上普法尔茨行政区，首府瓦尔德纳布河畔诺伊施塔特。

## 華語譯名
由於兩岸對於德國行政區「Landkreis」翻譯的不同，台灣稱為「瓦爾德納布河畔諾伊施塔特郡」；中國大陸則稱為「瓦尔德纳布河畔诺伊施塔特县」。

## 地理
瓦尔德纳布河畔诺伊施塔特县北面与蒂申罗伊特县，东面与捷克的比尔森州，南面与施万多夫县和安贝格-苏尔茨巴赫县，西面与拜罗伊特县相邻，上普法尔茨地区魏登市被瓦尔德纳布河畔诺伊施塔特县包围在内。